# Consell de Joventut de les Illes Balears
El Consell de Joventut de les Illes Balears (CJIB) és una entitat (consell de joventut) de dret públic amb personalitat jurídica pròpia i amb plena capacitat per a dur a terme les seves finalitats, creat mitjançant una llei del Parlament Balear (2/1985 de 28 de març, modificada per la llei 6/1986 de 4 de juny i el decret 113/1998 de 18 de desembre). Es regeix per uns estatuts propis i el seu òrgan sobirà és l'Assemblea General, que està formada per delegats de totes les associacions que en són membre.

## Finalitats
El CJIB té com a finalitat primordial defensar els drets dels joves enfront de les administracions públiques (Govern Balear, els consells insulars, els ajuntaments, etc.) amb l'objecte de propiciar la participació de la joventut en el desenvolupament social, polític, econòmic i cultural de les Illes Balears.
Els seus objectius són:
- Promocionar l'associacionisme i qualsevol forma de participació juvenil democràtica.
- Promoure les relacions entre les entitats juvenils.
- Canalitzar demandes, propostes, protestes, etc., dels joves a l'administració pública en tots els àmbits.
- Promoure programes sobre diferents temes que interessen i afecten directament el jovent.
- Promoure i organitzar espais de debat i reflexió per tal d'analitzar la situació del jovent i del món associatiu i proposar accions concretes.

## Activitats
El CJIB és present a totes les Illes Balears i manté, juntament amb el Consell Nacional de la Joventut de Catalunya i el Consell de la Joventut de la Comunitat Valenciana, l'espai Triangle Jove.
El 2007, el CJIB va rebre el Premi 31 de desembre pel seu compromís en la promoció de la llengua catalana i la cultura pròpia de les Illes Balears, que s'ha concretat en els darrers anys en l'elaboració d'un vocabulari català sobre terminologia pròpia de les associacions, haver impulsat la commemoració del centenari del I Congrés Internacional de la Llengua Catalana i el XX aniversari del II Congrés Internacional de la Llengua Catalana entre les associacions juvenils i haver creat un grup de treball de Llengua i Cultura.

## Organització
L'estructura del CJIB és democràtica i representativa.
El seu òrgan més important és l'Assemblea General que reuneix cada sis mesos els representants de les entitats membres per a fixar les línies d'actuació del CJIB, revisar el treball realitzat, estudiar i debatre els documents elaborats per les comissions, decidir l'entrada de noves entitats i triar els membres dels òrgans directius. Les entitats del CJIB es divideixen entre les que ho són de ple dret i les observadores; la diferència entre unes i altres es troba en el fet que les primeres tenen més de 100 socis i les altres no.
La Comissió Permanent, formada per membres de les entitats, és l'òrgan responsable de desenvolupar els acords de l'Assemblea, coordinar la feina de les comissions i assumir la representativitat del CJIB. Els càrrecs són voluntaris.